# Cirkuše v Tuhinju
Cirkuše v Tuhinju je naselje v Občini Kamnik.

## Zgodovina
Cirkuše v Tuhinju se v starih listinah prvič omenjajo leta 1329. Poleg te prve omembe se še večkrat navajajo v ohranjenih srednjeveških virih, po večini vedno v zvezi s Češnjicami v Tuhinju (1332 in 1333). Kamniški meščan Peter Pečaher, po rodu iz Peč pri Moravčah, lastnik dvora v Perovem pri Kamniku, je imel leta 1444 tu v fevdu desetino od petih kmetij.